# 浅間隠山
浅間隠山（あさまかくしやま）は、群馬県吾妻郡東吾妻町と長野原町の境にある山。標高1,757m。

## 概要
浅間隠山は、遠望すると円錐形の美しい山で、川浦富士や矢筈山の別名を持ち、山頂部は2つの峰に分かれている。最短距離の登山コースでは、1時間半から2時間程度で山頂に達することができ、年配者や子供でも登りやすい山に関わらず、山頂の眺望が素晴らしいことから、近年多くの登山者を集めている。日本二百名山の一つに選ばれている。

## 山名の由来
浅間隠山の名前は、中之条や東吾妻方面からみると、浅間山を隠してしまうことからつけられたとされている。

## 登山コース
二度上峠口：
群馬県道54号線二度上峠から高崎よりにある登山口から登るコース。最短距離で山頂に達することができる。登山口付近に駐車スペースが確保されていることもあり、最も人気のあるコースである。
わらび平キャンプ場口：
群馬県高崎市にあるわらび平キャンプ場から山頂へ向かうコース。途中で二度上峠からのコースに合流する。
浅間隠温泉郷口：
山頂北側、群馬県東吾妻町の浅間隠温泉郷から山頂を目指すコースで、前述の2コースとは反対側から登ることになる。山頂への距離はやや遠くなるが、歩きごたえがあり下山後に温泉入浴が出来ることなどから、このコースを支持する者も多い。

## ギャラリー

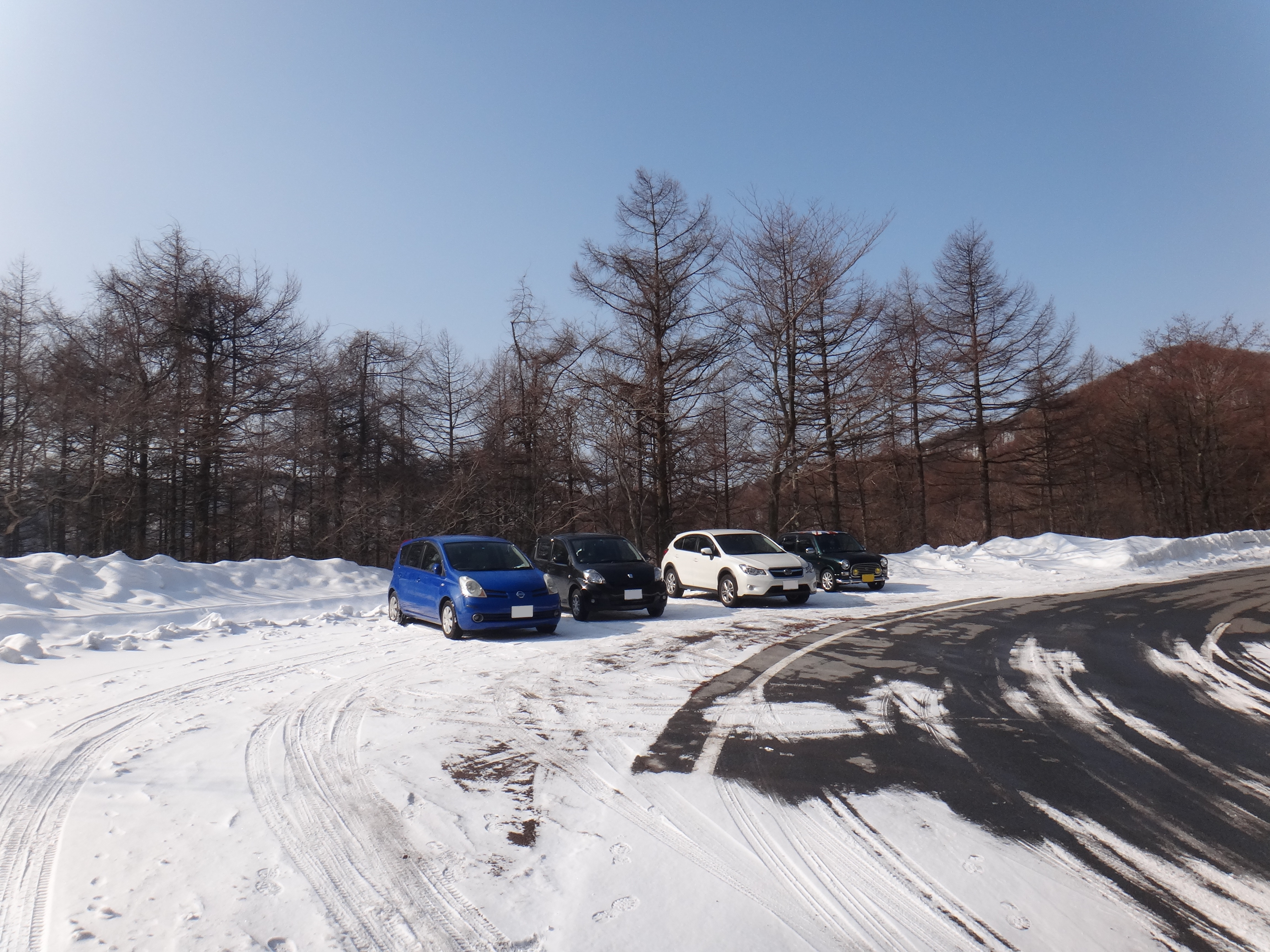
二度上峠口の駐車場
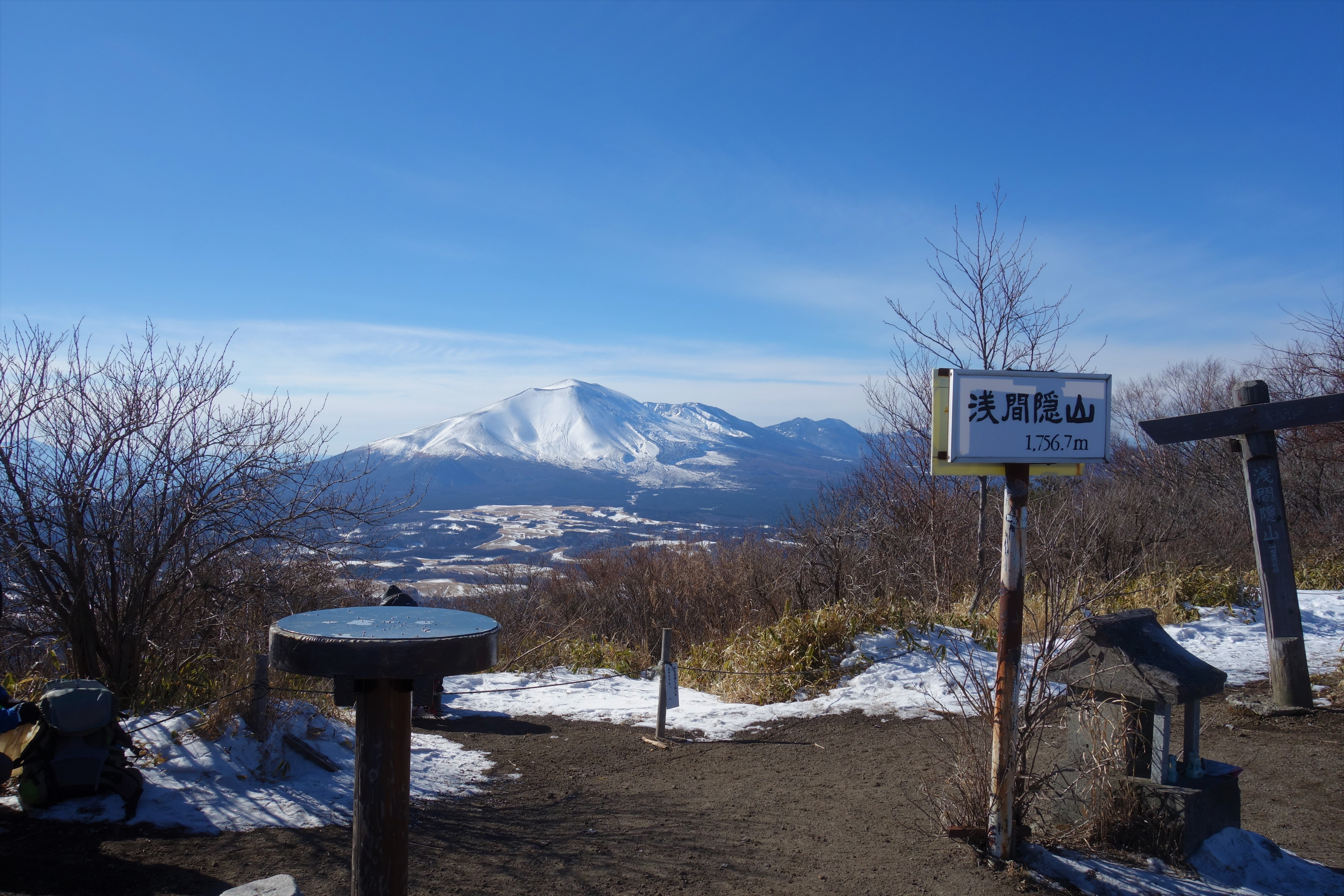
浅間隠山からの浅間山
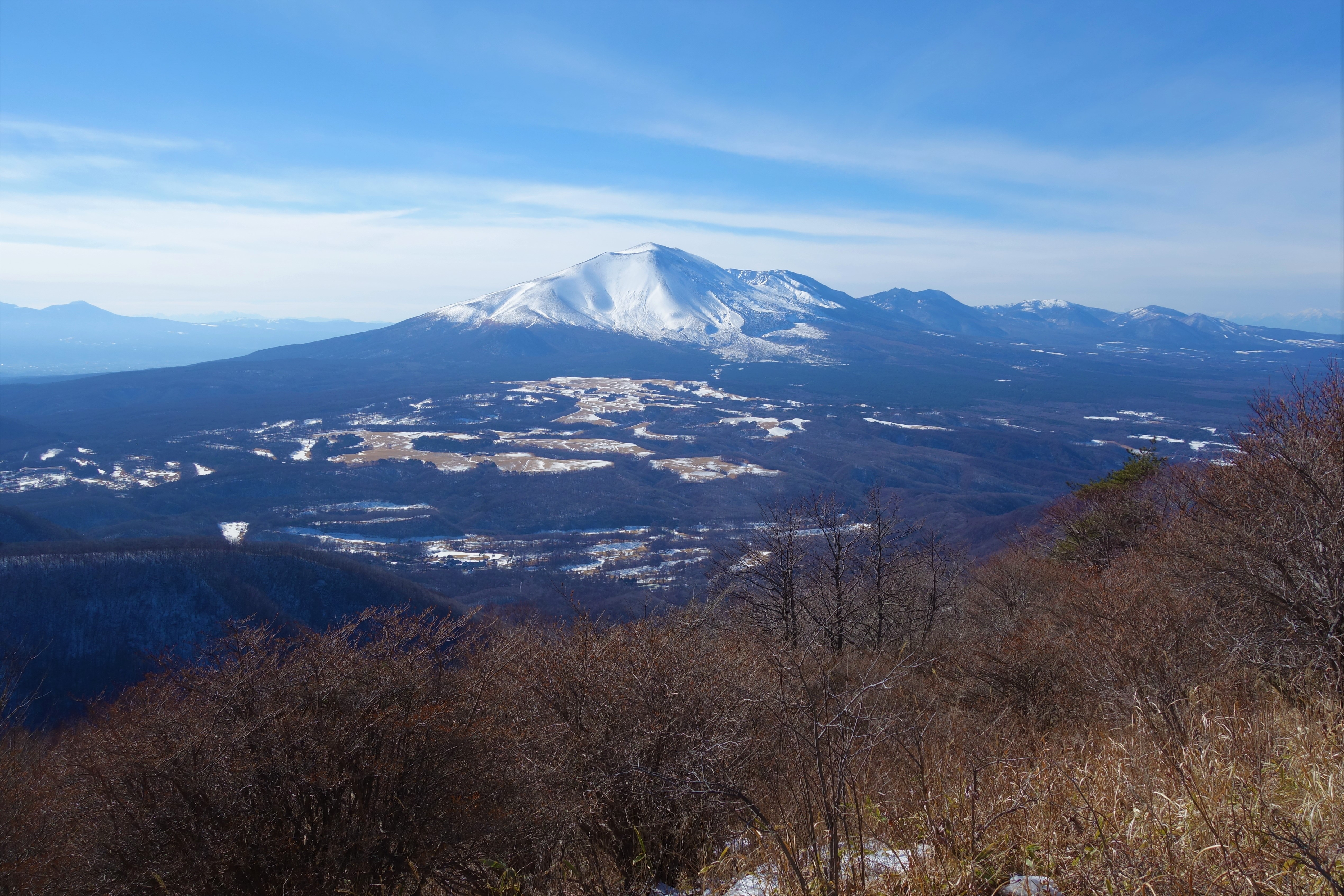
浅間隠山から浅間山（拡大）
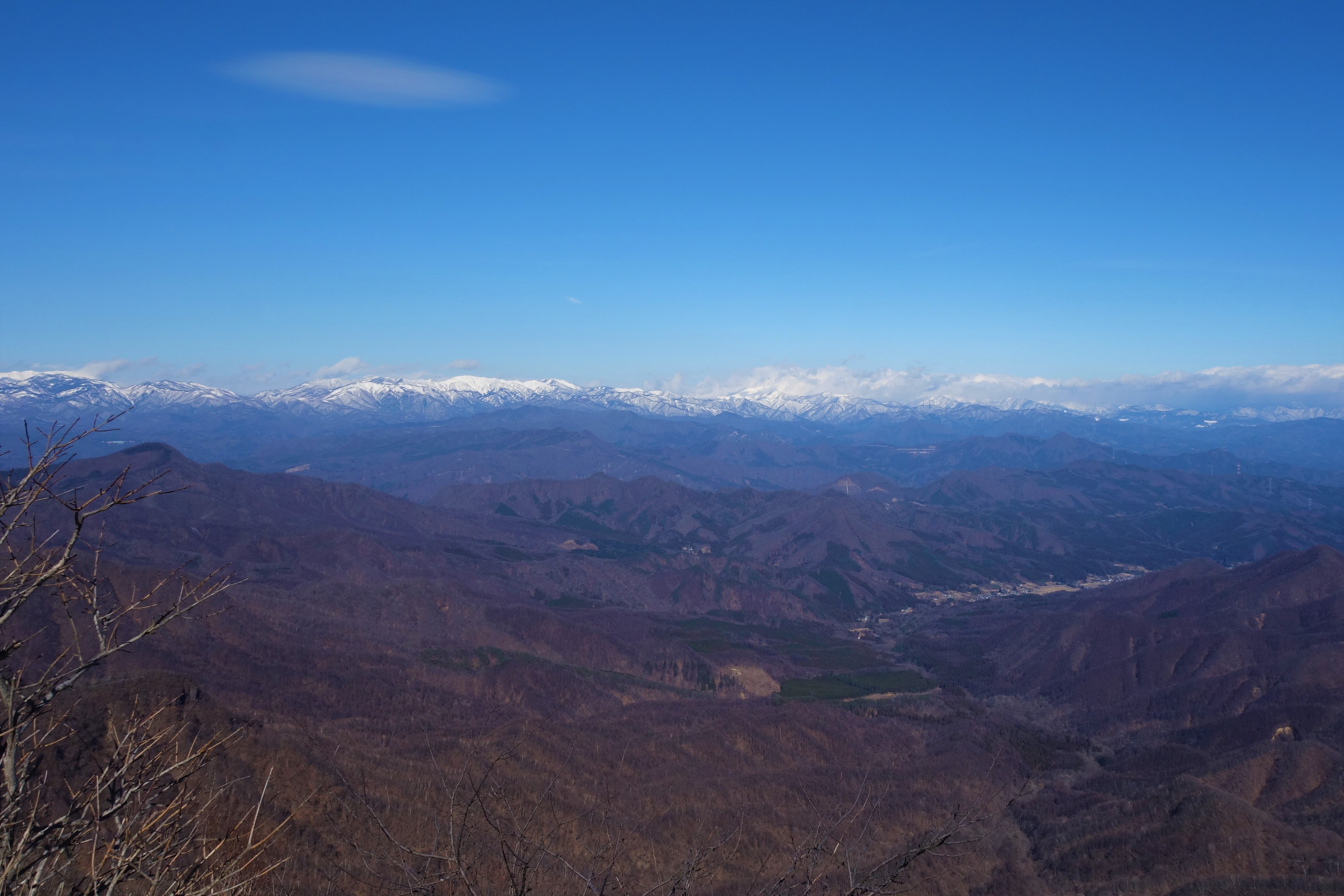
浅間隠山からの上越国境の山々
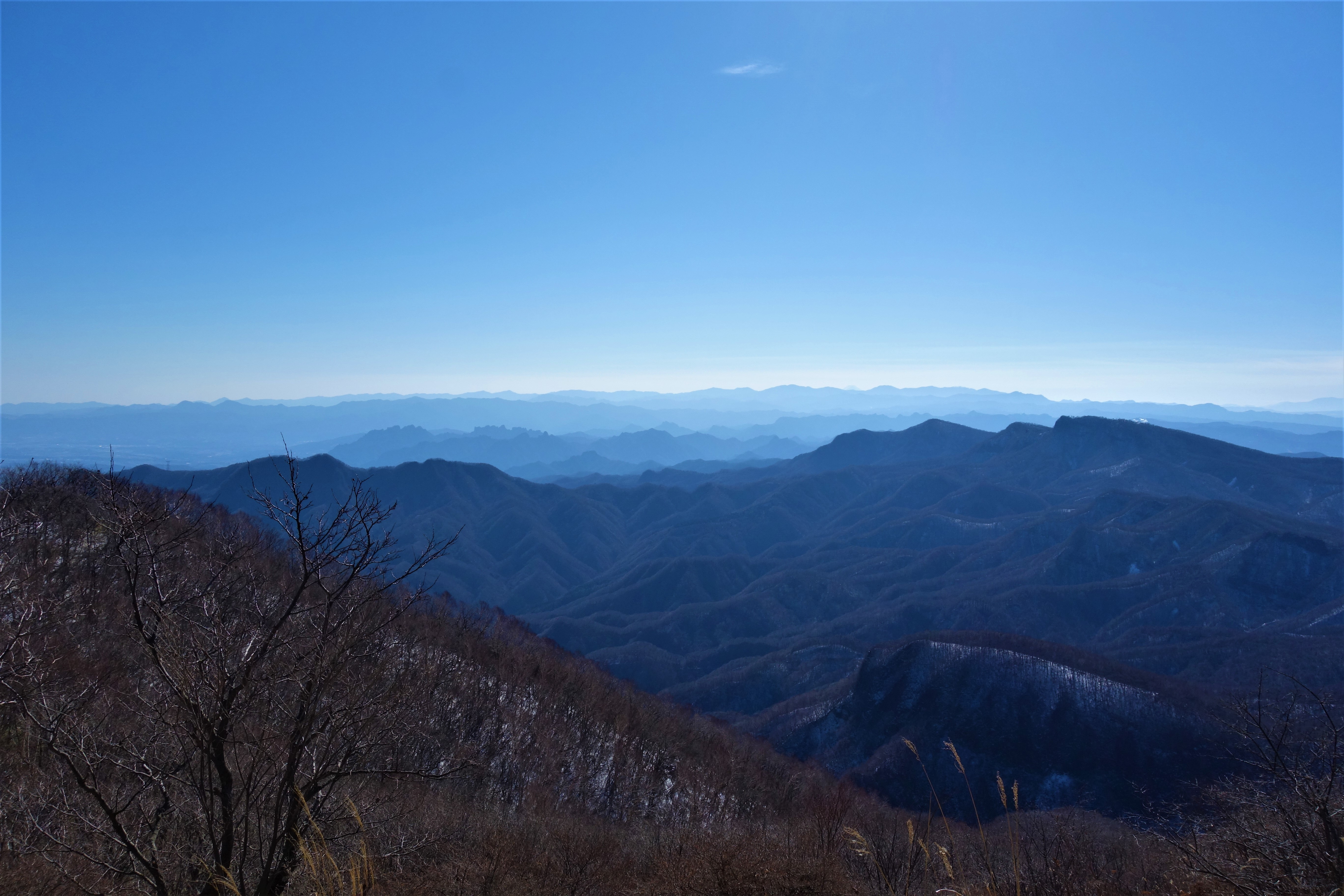
浅間隠山からの鼻曲山（右手前）
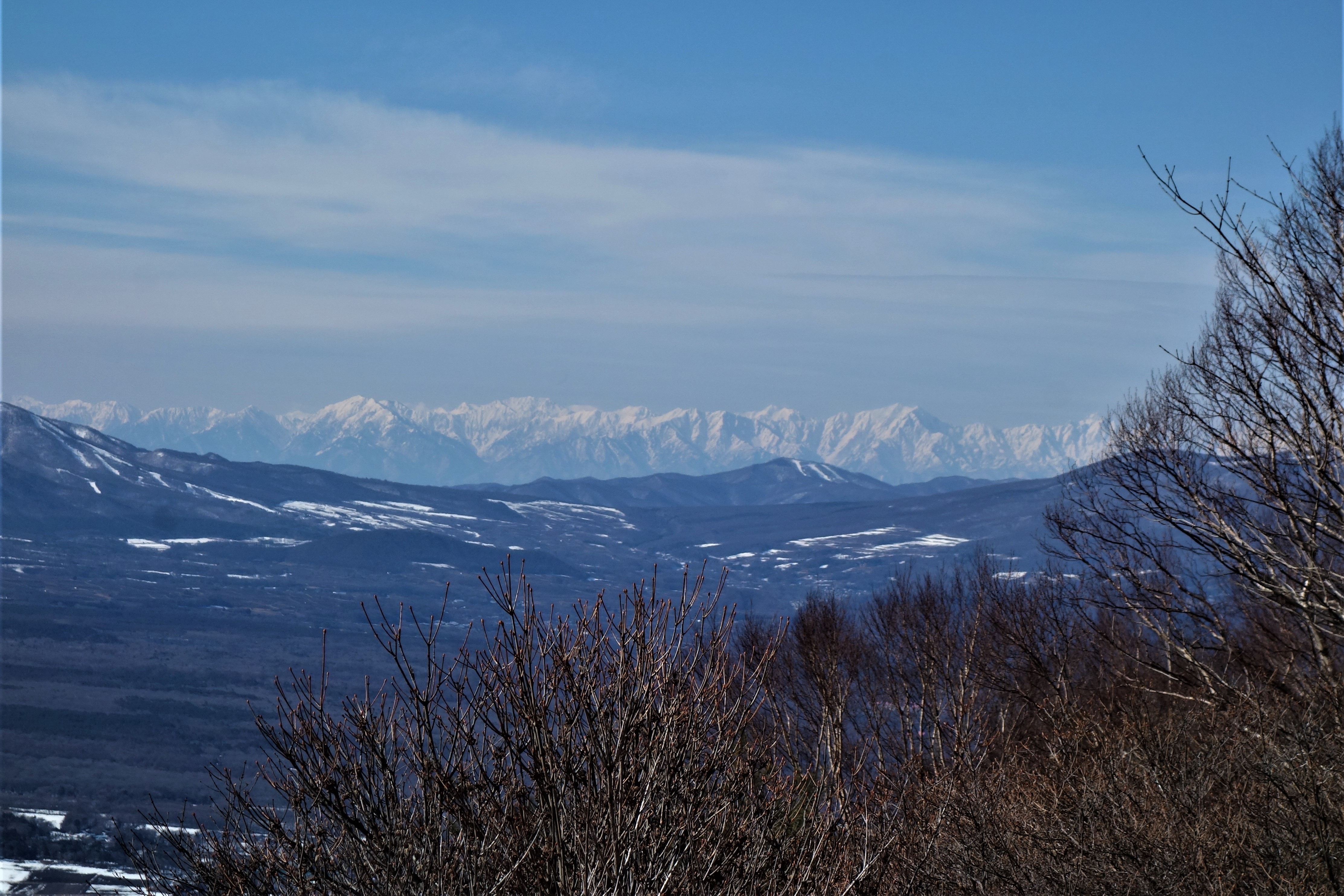
浅間隠山からの北アルプス
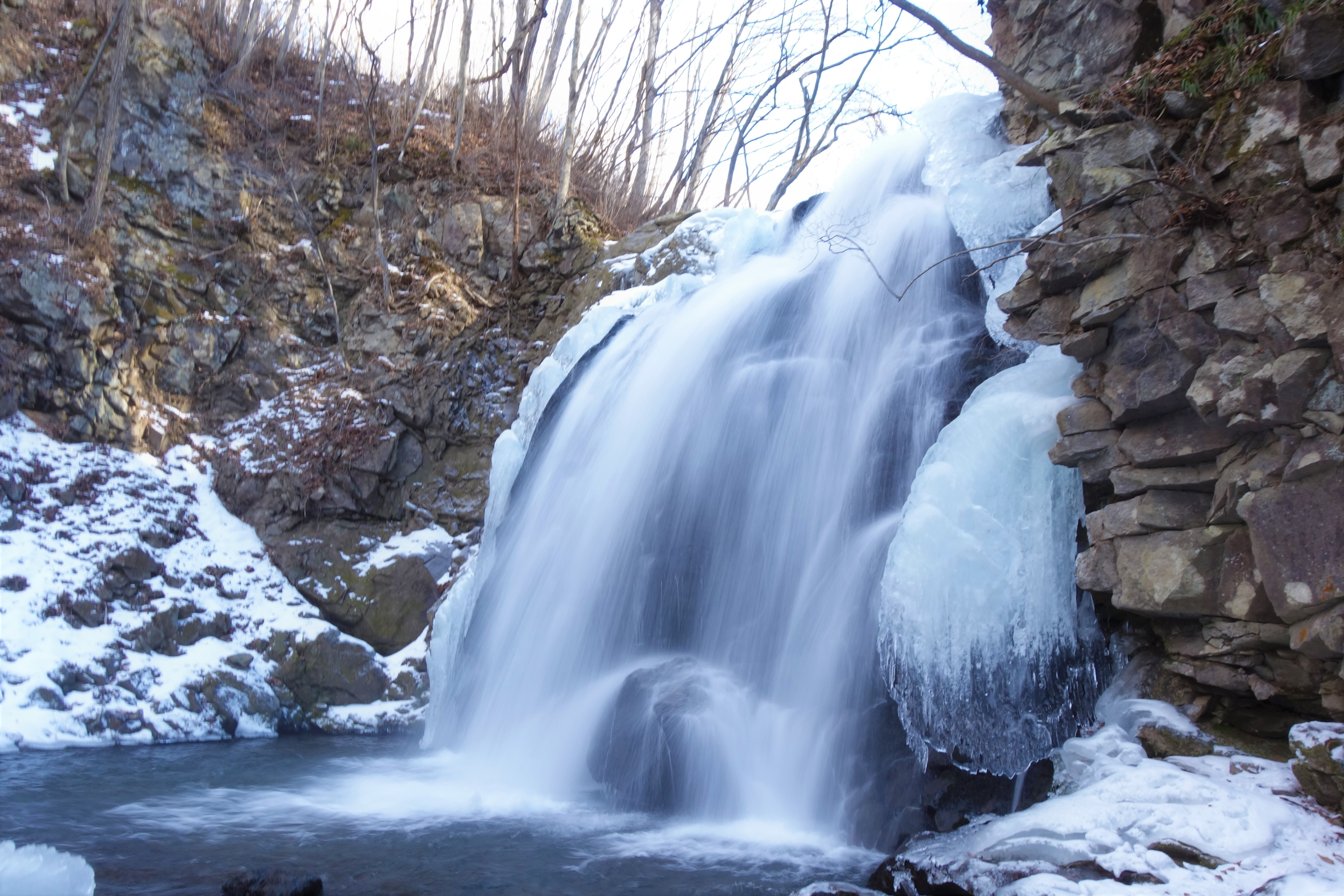
浅間大滝

## 周辺の山
- 浅間山（標高2,568m）
- 竜ヶ岳（標高1,411m）
- 鼻曲山（標高1,655m）
- 角落山（標高1,393m）
- 四阿山（標高2,354m）
- 草津白根山（標高2,160m）